# قشيبة (شرس)

تعديل مصدري - تعديل

قشيبة هي إحدى قرى عزلة شرس الاعلى بمديرية شرس التابعة لمحافظة حجة، بلغ تعداد سكانها 375 نسمة حسب تعداد اليمن لعام 2004.